# Kalinov
Kalinov (in tedesco Himmel o Kalinau, in ungherese Kalenó, in ruteno Kaleniv) è un comune della Slovacchia facente parte del distretto di Medzilaborce, nella regione di Prešov.
Fu menzionato per la prima volta in un documento storico nel 1604, quando apparteneva alla Signoria di Humenné. Nel XVII secolo passò ai conti Szirmay.